# Отенай (Єскельдинський район)
Отена́й (каз. Өтенай) — село у складі Єскельдинського району Жетисуської області Казахстану. Входить до складу сільського округу імені Бактибая Жолбарисули.
У радянські часи село називалось Утенай або Отинай.
Населення — 330 осіб (2021; 539 у 2009, 357 у 1999, 383 у 1989).